# A·S·拜厄特
安东尼娅·苏珊·达菲女爵士，DBE（英語：Dame Antonia Susan Duffy，1936年8月24日—2023年11月16日），通常以A·S·拜厄特（A. S. Byatt）之名为人所知，出生于谢菲尔德，英国小说家、诗人，布克奖得主。2008年《泰晤士报》将其评为1945年以来最伟大的50位英国作家之一。

## 生平
拜厄特原名安东尼娅·苏珊·德拉布尔，是法官约翰·德拉布尔和布朗宁学者凯瑟琳·布卢尔的女儿。她在谢菲尔德高中和贵格派的蒙特学校接受了教育，2009年拜厄特在采访中说自己不是贵格派，因为自己反对基督教而贵格会是基督教的一种形式，但他们的宗教很精彩——你只要静静的坐着，聆听事物的本性。她在剑桥大学纽纳姆学院、美国布林莫尔学院、牛津大学萨默维尔学院接受了高等教育。拜厄特是小说家玛格丽特·德拉布尔和历史学家海伦·兰登的姐姐，她于1962-1971年在伦敦大学校外学习部讲过课。1972至1983年在中央圣马丁艺术与设计学院、1972年至1983年在伦敦大学学院任教。

## 创作
拜厄特的第一部小说《太阳影子》（1964）讲述了一个在威权父亲阴影下成长的少女的故事。《游戏》（1967）描写两姐妹的关系，四部曲《花园处子》（1978）、《宁静生活》（1985）、《通天塔》（1996）、《吹笛女人》（2002）依然处理家庭伦理的主题，1989年《宁静生活》获麦克米伦笔会银奖。小说四部曲受到D·H·劳伦斯的启发，尤其是受到《虹》、《恋爱中的女人》的影响。四部小说设定在20世纪中叶的不列颠，讲述了弗雷德利卡·波特的一生，她是一名年轻女知识分子，在剑桥学习，那时候剑桥的男生远多过女生。拜厄特说小说中的人物表现了她“最大的恐惧是简单的家庭生活……当我从下面上来，一会儿看到了灯光，之后被锁在厨房里，便看到了这番景象，这是我那一代的女人司空见惯的景象。”与《通天塔》类似，《吹笛女人》涉及了1960年代乌托邦和革命的理想。她称自己是“天生的悲观主义动物”：“我不相信人类本质上是好的，所以我认为所有乌托邦运动都注定要失败，但我仍对它们着迷。”
她为艾丽丝·默多克撰写过评论，后者是她好友、顾问，对她的写作有重要的影响。拜厄特的书融合了浪漫主义和维多利亚时期文学的风格。她说：“写作经常是危险的。它具有毁灭性。写书的人是毁灭者。”《隱之书》（1990）对比了两个当代学者与和他们正研究两个19世纪（虚构）诗人的关系。它获得1990年布克奖，并在2002年改编成电影。她的另一部长篇《天使与昆虫》也被改编成电影。《儿童书》获詹姆斯·布莱克纪念奖。
拜厄特的短篇小说也很有名，受到亨利·詹姆斯、乔治·艾略特，以及艾米莉·狄金森、T·S·艾略特和罗伯特·布朗宁的影响，将幻想糅合进现实主义和自然主义的书写之中。她的短篇集包括《糖和其他故事》（1987）;《南丁格尔眼中的巨灵》（1994），以及一部童话故事集；单篇有《火与冰的故事》（1998）和《小黑皮故事书》（2003）。《马蒂斯的故事》（1993）有三个小段，每个故事讲述亨利·马蒂斯的一幅画，每个故事由主角生活中最初较小的危机开始，最终由于长期发展而导致崩溃。她的著作反映了对动物学。昆虫学、达尔文主义和其他相关内容的持续不断地关注。拜厄特还为媒体写作，包括英国《展望》杂志、《卫报》、《泰晤士报》、《泰晤士报文学副刊》。她还担任许多文学奖的评委，包括霍索恩登奖、布克奖、大卫·海曼小说奖、贝蒂·特拉斯克奖。
关于写作在生活中的作用，她说：“我觉得写作仅仅就是为了获得乐趣。这是我生命中最重要的事情，创造事物。就像我爱我的丈夫和我的孩子，我爱它们只因为我是它们的创造者。我，我是谁，是有做事情的计划的人。好吧，这是一种傲慢 - 但也是建设。我的确看到它的三维结构之类。而因为我这个人确实在用所有的时间来创造它们，这个人就是能够热爱所有这些角色。”

## 个人生活
A·S·拜厄特和伊恩·查尔斯·雷纳·拜厄特在1959年结婚，并有一个女儿，还有一个11岁在车祸中丧生的儿子。1969年她和第一任丈夫离婚。她与她的第二任丈夫彼得·约翰·达菲有两个女儿。
拜厄特一直和妹妹、小说家玛格丽特·德拉布尔有嫌隙，因为她了解到德拉布尔描写了他们家人的茶具，这套茶具拜厄特本来准备自己在文章中描写。两姐妹对怎样描写她们的母亲也有不同意见。所以她们很少见对方，也不读对方的书。

## 作品
- 1964  《太阳影子》，查托和温达斯
- 1965  《自由度：默多克的早期小说》，查托和温达斯
- 1967  《游戏》，查托和温达斯
- 1970  《华兹华斯和柯勒律治在自己的时代》，纳尔逊
- 1976  《默多克：批判性研究》朗文
- 1978  《花园处子》，查托和温达斯
- 1985 《宁静生活》，查托和温达斯
- 1987  《糖和其他故事》，查托和温达斯
- 1989  《不羁的时代：华兹华斯和柯勒律治的诗歌与生活》，霍加斯出版社
- 1990  《乔治·艾略特：散文，诗歌和其他作品》（主编尼古拉斯·沃伦），企鹅
- 1990  《隐之书》，查托和温达斯
- 1991  《激情的心灵：文选》，查托和温达斯
- 1992  《天使与昆虫》，查托和温达斯
- 1993  《马蒂斯故事》，查托和温达斯
- 1994  《南丁格尔眼中的巨灵》，查托和温达斯
- 1995  《对角色的想象：与女作家的六段谈话》（与伊格涅丝·索德里合著），查托和温达斯
- 1995  《新作第4卷》（主编阿兰·霍灵赫斯特），Vintage
- 1997  《通天塔》，查托和温达斯
- 1997  《新作第6卷》（编辑彼得·波特），Vintage
- 1998  《元素之：火与冰的故事》，查托和温达斯
- 1998 《牛津英语短篇小说丛书》（主编），牛津大学出版社
- 2000 《历史和故事选》，查托和温达斯
- 2000  《传记的故事》，查托和温达斯
- 2001  《小说中的肖像》，查托和温达斯
- 2001  《鸟手簿》（维克多·施拉格插图），格拉菲斯出版公司（纽约）
- 2002  《吹笛女人》，查托和温达斯
- 2003  《小黑皮故事书》，查托和温达斯
- 2009  《儿童书》，查托和温达斯
- 2011  《雷格纳洛克：众神之末》 卡农盖特